# Novak Kilibarda
Novak Kilibarda (crnogor. ćiril. Новак Килибарда, Banjani, Nikšić, 7. siječnja 1934. – Podgorica, 23. svibnja 2023.), bio je crnogorski političar i književnik, povjesničar usmene književnosti i sveučilišni profesor. Prvi predsjednik senata DANU.

## Politička karijera
Novak Kilibarda 1954. godine postaje član Saveza komunista Jugoslavije, a početkom sedamdesetih godina XX stoljeća izabran je za zastupnika Skupštine Socijalističke Republike Crne Gore. Kod komunističkog režima pada u nemilost nakon što je napisao predgovor knjizi Anegdote i priče iz Crne Gore Obrada Višnjića, u kojoj se navode stihovi koji nazivaju junakom Krsta Z. Popovića (1881. – 1947.), vođu boraca za oslobođenje Crne Gore od Srbije. Nikšički komitet SKJ pozvao ga je na razgovor i predlagao da će ublažiti tužbu ako se javno odrekne predgovora knjizi u kojoj se, po optužnici, "slavi narodni izdajnik Krsto Popović", što je Kilibarda odbio. Zbog toga je isključen iz SKJ i smijenjen s mjesta direktora Više pedagoške škole, a oduzet mu je i zastupnički mandat.
U novijoj politici je Novak Kilibarda prešao put od pristalice velikosrpske politike do zagovornika obnove nezavisnosti crnogorske države, isprika i pomirenja sa susjednim državama i narodima.
Bio utemeljitelj (1990.) i predsjednik (1990. – 2000.) Narodne stranke Crne Gore, koncem 1990-ih i dopredsjednik Vlade Crne Gore. Narodna stranka je dugo vremena bila najjača crnogorska opozicijska stranka tijekom Kilibardina predsjedničkog mandata.
Početkom srpsko-crnogorskih napada na dubrovačkome području promicao je uspostavljanje Dubrovačke republike koja bi bila pod zaštitom Crne Gore i Srbije.
Nakon završnih operacija oslobađanja juga Hrvatske i slamanja sjedišta velikosrpskog otpora, 9. je kolovoza 1995. godine predložio preseljenje evakuiranih Srba s pobunjenih područja u Hrvatskoj na Kosovo. Rekao je "vojsku RSK treba staviti pod zapovjedništvo RS kako bi se ojačala tamošnja bojišta, dok ne bude kasno", te da "Narodna stranka se ne miri s činjenicom da će srpska krajina ostati zauvijek u hrvatskim rukama", iako je priznao "sada tome spasa nema - ne može se pretpostaviti neka uspješna ofenziva koja bi sada to vratila". Nešto prije, 6. kolovoza, u priopćenju za javnost, procjenjivao je "ako padne krajina, neminovno slijediti opći hrvatsko-muslimanski napad na RS". Pri tome je optuživao SRJ zbog nepomaganja pobunjenim Srbima u Hrvatskoj i zbog "blokade na Drini", zbog čega je umanjena borbena gotovost R. Srpske i da "u trenutku kada počinje opći vojni obračun sa Srbima, predsjednik Crne gore Momir Bulatović organizira festivalske vatromete u Herceg-Novom".
No, Kilibarda se u srpsku politiku razočarava, te se suprotstavlja Slobodanu Miloševiću, moleći s govornice Skupštine Crne Gore 1996. godine "Boga i ljude" da oproste članovima Narodne stranke što su sudjelovali u ratu koji je usmjeravala Miloševićeva politika.
Zato je s čelnikom Liberalnog saveza Crne Gore, Slavkom Perovićem, ostvario koaliciju "Narodna sloga" 1996. godine. Kasnije se Kilibarda aktivno pridružuje bloku za neovisnu Crnu Goru, koji je doveo do potpune crnogorske suverenosti na referendumu 2006. godine.
Bio je zastupnik (1991. – 2000.) u skupštinama Crne Gore, SRJ i SiCG.
Od 2000-ih je kritičar politike Srpske pravoslavne Crkve u Crnoj Gori, naročito djelovanja mitropolita Amfilohija Radovića. S druge strane, aktivno podržava Crnogorsku pravoslavnu Crkvu.
Kao diplomat bio je čelnik informativno-trgovinske misije Vlade Crne Gore u Sarajevu i ministar–savjetnik za politička pitanja u veleposlanstvu SiCG u Bosni i Hercegovini. 
Promovirao priznavanje crnogorskoga jezika kao službenoga jezika u Crnoj Gori.

## Znanstvenik i književnik
Sveučilišne studije i doktorat iz područja književnosti Novak Kilibarda položio je na Beogradskom sveučilištu. 
Znanstveni radovi iz povijesti književnosti Novaka Kilibarde su prevođeni na brojne svjetske jezike.
Kao prozni pisac napisao 11 zbirki pripovjedaka, tri drame i četiri romana. Za svoj književni (beletristički) rad dobio je nagrade Radoja Domanovića, Branka Ćopića, Jedinstva (za knjigu godine 1988.), kao i "Trinaestojulsku nagradu", najveće crnogorsko nacionalno priznanje.
Prozna djela Novaka Kilibarde su: 
- Vražji vrti (1978.), Crnogorci i Đaponezi (1981.), Nebeski sužnji (1981.), Iz priče u priču (1987.), Sve je to nakva sudbina (1985.), Glavari i pisari (1989., 1990.), Rusi i tejatori (1989.) Brojači ajvana (1992.),Izabrane pripovijetke I-III (1993.), Snovi i sinovi (1993.), Suložnici, roman bola (1995.), Crnogorska hronika (1995., 1997.), Suđenice (1997.), Kraće i kratke pripovijetke (1999.), Mozaik crnogorske hronike (2001.), Iz priče u priču (2004.), Epilog crnogorske hronike (2007.), Gizda i druge erotske priče (2009.), Serdarev grob (2011).

Iz područja književne teorije i povijesti objavio je knjige: 
- Poezija i istorija u narodnoj književnosti (1972.), Bogoljub Petranović kao sakupljač narodnih pjesama (1974.), Legenda i poezija (1976.), O usmenoj književnosti (1982.), Iz korijena usmenosti (1988.), te izabrane znanstvene radove u knjigama Epska mjera istorije, Usmena književnost u službi pisane, Usmena književnost pred čitaocem. Pripremio je i antologije: Bugarštice (1979.), tužnih pjesama pod naslovom Puti nedohodi (1987.), Poslovice (1988.) i antologiju usmene poezije Crne Gore Viša je gora od gore (2010.).

Kilibarda je i autor prvih komentara i objašnjenja Ogledala srpskog izdanog u okviru Cjelokupnih djela Petra II. Petrovića Njegoša (1974.). Priredio je objašnjenja uz knjigu Starac Milija – pjesme (2012).
Kilibarda je i autor književno-polemičkih studija: 
- Od mita do politike (2002.), Književno-političke rasprave (2003.) i Željezna crkva i kosovski mit (2006.).

Objavljene su i tri knjige razgovora s Kilibardom: 
- Novak Kilibarda naučnik i književnik s dr. Dejanom Ajdačićem (2000.), Kilibarda – ispovijest o deceniji koja je promijenila lice Crne Gore sa Slavoljubom Šćekićem (2001.) i Kilibarda – mozaik likova, pogleda, misli, ideja, riječi, s Božidarom Ilijinim Miličićem (2008.).

## Vanjske poveznice
- (crnog.) O dr Novaku Kilibardi  Arhivirana inačica izvorne stranice od 30. prosinca 2010. (Wayback Machine)